# 選び取り

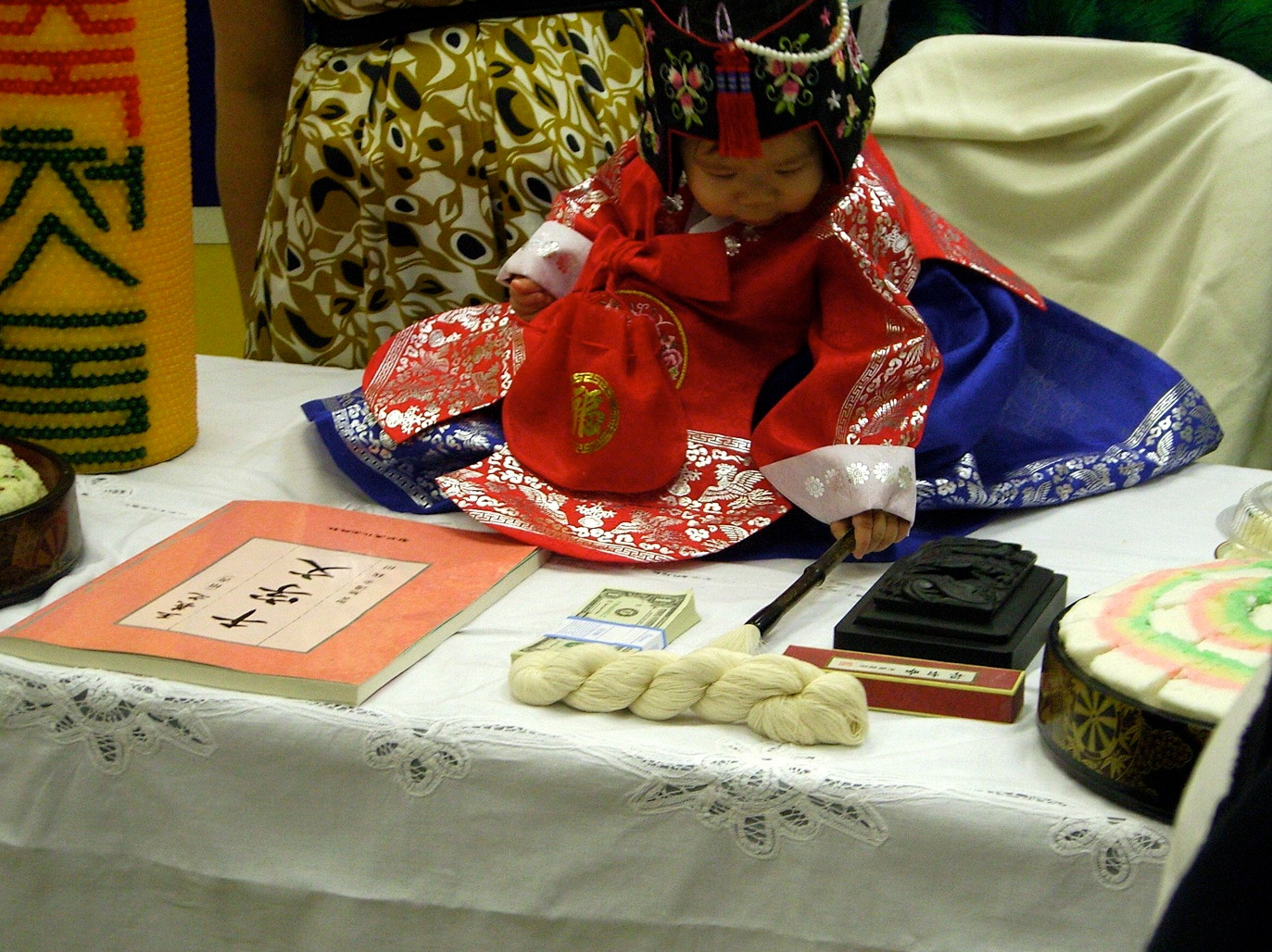
韓国の選び取り（トルチャンチの時に行うトルチャビ）

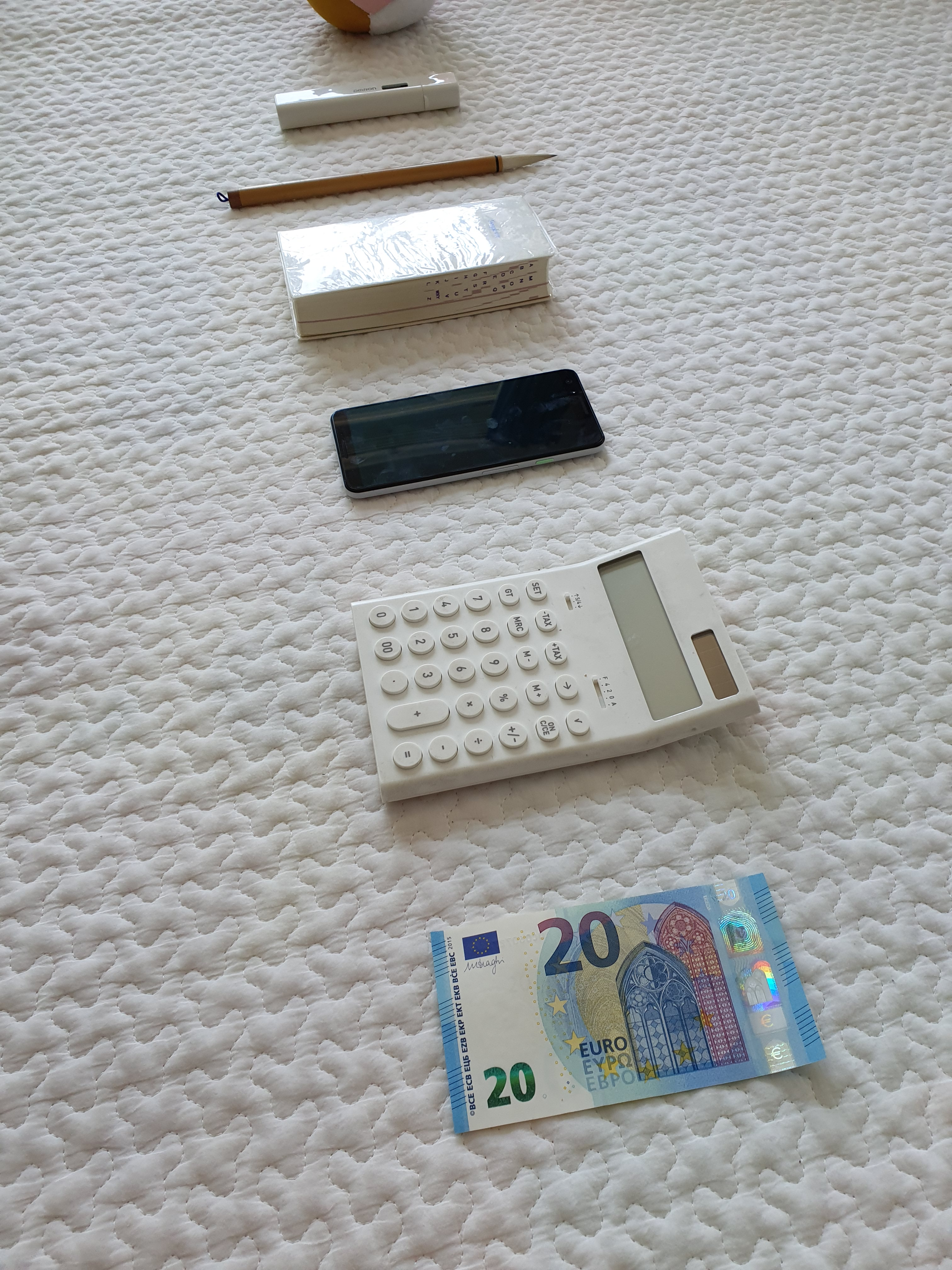
選び取りの品

選び取りとは、幼児の前に意味のある品物を置き、どれを取るかでその子の将来を占うものであり、地域によっては、「将来選び」ともいわれる。幼児にお餅を背負わせる一升餅とあわせて、「選び取り」をする地域がある。

## 選び取りの品
選び取りで、昔から伝わる品物はそろばん、お金、筆であるが、地域や家庭によって用意する物はさまざまである。
そろばん商売人向き。計算が得意。
お金将来、裕福で困らない生活を手に入れる。
筆文学や芸術などの方面で活躍する。

## その他の選び取りの品
はさみ手先が器用になる。衣装もちになる。
定規几帳面。将来大きな家を持てる。
箸、米、スプーン食べ物に困らない。料理人
財布お金に困らない。
辞書成績優秀。博学。
筆、ペン芸術家。物書き。
ボールや靴スポーツ選手。運動神経抜群。